# The Patriot (film fra 2000)
|  | Denne artikel omhandler filmen The Patriot fra 2000. Der er flere film med dette navn, se Patriot |
The Patriot (Dansk: Patrioten) er en amerikansk action- og dramafilm fra 2000 med Mel Gibson i hovedrollen som landmanden Benjamin Martin.Filmen tager udgangspunkt i den amerikanske uafhængighedskrig, hvor landmanden og krigsveteranen Benjamin Martin ikke vil gå i krig mod briterne, men efter hans søn Thomas Martin bliver dræbt af den brutale, britiske hærfører William Tavington, går han ind i krigen, hvorefter han samler ind milits af farmere og købmænd. De ender med at blive et vendepunkt for krigen, indtil Benjamin Martins anden søn, Gabriel, taber et stort nederlag, hvor han samtidig dør. Det ender i et stort slag mellem den kontinentale hær og Benjamin Martins milits mod briterne. Her vinder amerikanerne slaget, og samtidig vinder Benjamin Martin over sin ærkefjende, William Tavington.
Filmen blev lavet af Columbia Pictures, Centropolis Entertainment, Mutual Film Company og Global Entertainment Productions og af dem fik filmen et samlet budget på 100 millioner dollars, men filmen tjente også rigtig godt tilbage, da den var så populær. Filmen fik farve fra Technicolor og den fik lyd fra DTS, Dolby Digital og SDDS. Mange andre firmaer hjalp dog også til, hvor Panavision Cameras and Lenses klarede filmningen.
Filmen blev nomineret til særdeles mange priser, her af tre Academy Awards. Filmen blev i alt nomineret til 37 priser, men den vandt kun 7 af dem. Heraf kan blandt andet nævnes BMI Film og TV Awards og Harry Awards. Filmen blev også nomineret til tre Academy Awards, men ingen Emmy Awards.
På grund af vold og drabelige scener, der kan virke stødende på mindreårige, havde filmen en censur på 15 år og ældre. Filmen kom på DVD den 5. februar 2001 i Danmark.

## Plot
Vi befinder os i 1776 i South Carolina, USA, Det Britiske Imperium, ved en trævilla med tilstødende marker, hvor krigsveteranen og farmeren Benjamin Martin (Mel Gibson) bor sammen med sine syv børn. Der kommer et brev fra en postmand til hest, og senere den aften åbner Benjamin Martin brevet sammen med sine to ældste sønner Gabriel (Heath Ledger) og Thomas Martin (Gregory Smith). I brevet står hvilke mænd, der har tilsluttet sig USA's kontinentale hær. I brevet står også, at de skal komme til Charles Town for at være med til at vedtage, om South Carolina skal være med i det opstående oprør med den engelske konge George III.
Familien Martin begiver sig til Charles Town, hvor de bor hos Benjamins afdøde kones søster, Charlotte Selton (Joely Richardson). Folk er vrede i Charles Town, hvor de skyder med pistoler i luften som en trussel mod George III. Ved mødet den næste dag protesteres der mod, at USA "skal styres af en tyran 1.000 mil væk". Folk ved mødet er også ivrige efter at komme i krig, men Benjamin Martin sætter spørgsmål til, hvorfor USA i stedet "skal styres af 1.000 tyranner en mil væk", da han ikke bryder sig om idéen ved oprør og krig. Ved mødets afslutning er der flertal for, at South Carolina skal være en del af oprøret, og folk begynder straks at melde sig til den kontinentale hær, her i blandt Gabriel Martin, Benjamins søn, selv om han ikke havde fået sin fars tilladelse. Til gengæld bliver han leddet af Harry Burwell (Chris Cooper), som var gammel krigskammerat med Benjamin. Han lover at passe på Gabriel, og sørge for at han får det godt. 
I krigstiden går det ikke godt for USA, hvor de taber stort set alle kampe til briterne, som er under ledelse af general Charles Cornwallis (Tom Wilkinson). Briterne besætter også Charles Town, hvilket får Charlotte Selton til at flytte ud til sin plantage på landet. Efter endnu et nederlag bliver Gabriel Martin såret i en retræte, men det lykkedes for ham at komme hjem. Benjamin Martin og hans slaver og børn får ham plejet, og samtidig bliver Benjamins næstældste søn, Thomas Martin, ivrig efter at komme med i krigen. Benjamin Martin mener dog, at han først må være med i en alder af 17 år.
En aften udbryder kamp ud foran Benjamin Martins hus, hvor briterne igen vinder. Om morgenen den næste dag hjælper Benjamin Martin og hans slaver og børn soldaterne frem til pleje og bruger terrassen som et lazaret. Det varer dog ikke længe før den britiske hærfører William Tavington (Jason Isaacs) kommer med et kavaleri. Han takker for plejen af de britiske soldater, men beordrer skydning af de amerikanske soldater. Nogle af hans mænd undersøger samtidig Benjamin Martins hus, hvor de finder et brev, som Gabriel Martin skulle have overbragt til general George Washington (Terry Layman). William Tavington vil vide hvem, der var i besiddelse af brevet, og det ender med at Gabriel tilstår. William Tavington beordrer ham fanget, så han kan blive bragt med, så han kan blive hængt. Benjamin Martin protesterer, men Tavington truer med at skyde ham og hans familie, hvis han bliver ved. Benjamin træder tilbage, men det vil Thomas Martin ikke være med til, og han gør et svagt forsøg på at befri sin storebror, men William Tavington skyder ham på stedet. Samtidig beordrer han huset brændt og tager Benjamin Martins slaver med, selv om de også protesterer og mener, at de arbejder som frie mennesker.
Efter at William Tavington er reddet med sit kavaleri, og resten af de britiske soldater har forladt Benjamin Martin og hans fem resterende børn, skynder Benjamin ind i det brændende hus og kommer lidt efter ud med alle de musketter og revolvere, som han nu har til rådighed, samt en indianerøkse. Sammen med hans to sønner Nathan (Trevor Morgan) og Samuel Martin (Bryan Chafin) tager han ud for at befri Gabriel fra briterne. De lægger sig i baghold og får med snilde dræbt de 30 briter og får befriet Gabriel. Benjamin Martin og alle hans børn tager nu ud til Charlotte Seltons plantage, men det varer ikke længe før Gabriel Martin mener, at han er rask nok til at tilslutte sig den kontinentale hær igen. Mod sine fars protester tager han af sted, og lidt efter beslutter Benjamin Martin sig også for at tilslutte sig hæren.
I den kontinentale hærs lejr er mange blevet alvorligt såret og endnu flere er døde. Hærføreren Harry Burwell er mut, men bliver lidt glad da Gabriel og Benjamin Martin ankommer. Han giver Benjamin en rang af oberst og sætter Gabriel i hans kommando. Han siger også, at franskmændene lovede dem 10.000 mænd og en flåde, som senest ville komme indenfor seks måneder. Benjamin Martin og Gabriel Martin tager hver sin vej for at samle en milits og de aftaler, at de vil mødes ved en gammel, spansk kirke. Både Benjamin og Gabriel er succesfulde og får masser af mænd ind i militsen og samtidig bliver Gabriel Martin og den unge dame Anne Howard (Lisa Brenner) forelskede.
Militsen bliver nu et vendepunkt for krigen, hvor Benjamin Martin og hans militshær skyder flere britiske patruljer ned, ved at lægge sig i baghold. De vinder flere og flere kampe og samtidig er Benjamin Martin blevet en slags legende for sin redning af Gabriel Martin. Folk begynder så småt at hentyde ham til "Spøgelset" og det går William Tavington på. Han sender derfor en karavane af sted, fyldt med soldater. Militsen angreb nu selvfølgelig karavanen, som de ellers troede var ubeskyttet. Men efter at militsens baghold slog fejl opstod kaos, og mændene flygtede. Men William Tavington havde flere mænd klar, og det ender med at han dræber Gabriel Martin med sit sværd. Samtidig lukker briterne Anne Howard inde i en kirke sammen med resten af byen, og de brænder dem op.
I et afgørende slag mellem amerikanerne og briterne lægger Benjamin Martin en plan, som går rigtig godt. Briterne bliver mejet ned, og sejren er tæt på for amerikanerne, indtil briterne sætter deres hovedstyrke ind, og William Tavington er tæt på at slå Benjamin Martin i en duel. Men til sidst vinder Benjamin Martin både slaget og duellen, og William Tavington, som var blevet hans ærkefjende, dør. Benjamin Martin rejser nu hjem til sin familie, og de bygger sammen et nyt hus i det nye land USA.

## Casting og skuespillerstab
Castingen til filmen blev udført af David Bloch og April Webster, og de valgte det følgende cast til filmen:
- Mel Gibson som Benjamin Martin, en omsorgsfuld og beskyttende krigsveteran og landmand, der begiver sig ind i krigen efter at have mistet sin søn, Thomas Martin.[4]
- Heath Ledger som Gabriel Martin, den kampvillige og målrettede søn af Benjamin Martin, der brænder for, at få USA til en selvstændig nation.[5]
- Jason Isaacs som col. William Tavington, en grådig, britisk hærfører, der brænder efter et godt omdømme og god rigdom, ved at vinde over den kontinentale hær.[6]
- Joely Richardson som Charlotte Selton, den søde svigerinde til Benjamin Martin, der, ligesom Benjamin Martin, er meget omsorgsfuld og kærlig.[7]
- Chris Cooper som col. Harry Burwell, en amerikansk hærfører, der er meget ærlig og ligestillet og Benjamin Martins overordnede.[8]
- Tchéky Karyo som Jean Villeneuve, en fransk militstræner, der er lidt pirret over for amerikanerne, men som ender i et godt venskab med Benjamin Martin og Harry Burwell.[9]
- Rene Auberjonois som Oliver, en hjælpende og venlig pastor og skytte i militsen, der er en meget optrædende mand i Benjamin Martins milits.[10]
- Lisa Brenner som Anne Howard, en uskyldig, sød og ung dame, som har en affære med Gabriel Martin det meste af filmen.[11]
- Tom Wilkinson som Lord Charles Cornwallis, en storsnuddet, britisk general, der anser en militsen for at være en flok bønder med høtyve.[12]
- Donal Louge som Dan Scott, en mand i Benjamin Martins milits, der i starten har racistiske bemærkninger over for Occam.[13]
- John Billings som Leon Rippy, en følsom og alkoholisk far og militsmand, der begår selvmord efter, at hans familie er blevet dræbt.[14]
- Adam Baldwin som kaptajn Wilkins, en forræderisk kaptajn, som er imod foreningen af de tretten kolonier og som er loyal overfor William Tavington.[15]
- Jay Arlen Jones som Occam, en stille og rolig, sort mand i Benjamin Martins milits, som hjælper andre trods racistiske og onde bemærkninger.[16]
- Joey D. Vieira som Peter Howard, en meget patriotisk og hjælpsom mand, som er en beskyttende far til Anne Howard og ægtemand til mrs. Howard.[17]
- Gregory Smith som Thomas Martin, den livlige søn til Benjamin Martin, som ser meget mere op til broren Gabriel Martin end til faren Benjamin Martin.[18]
- Mika Boorem som Margaret Martin, det tredjeældste barn af Benjamin Martin og den ældste pige af børnene, som er meget lydig over for sin far Benjamin Martin.
- Skye McCole Bartusiak som Susan Martin, en sky og genert pige, som er den anden Benjamin Martins to piger.
- Trevor Morgan som Nathan Martin, den fjerdestørste af Benjamin Martins børnestab, som er meget modig og tapper i krisesituationer.
- Bryan Chafin som Samuel Martin, den femtestørste af Benjamin Martins børn, som har hans storebror Nathan Martin som forbillede.
- Logan Lerman som William Martin, en af de yngste af alle Benjamin Martins børn.

## Optagelse og produktion af filmen

### Manuskript
Manuskriptet til The Patriot blev skrevet Robert Rodat og han skrev efter sigende 17 manuskripter, før han havde et acceptabelt et. I en tidligere version var Anne Howard gravid i en kort periode og havde Gabriel Martins barn. Robert Rodat to også højde for det faktum, at Mel Gibson skulle spille Benjamin Martin, så derfor gave Robert Benjamin Martin syv i stedet for seks børn, fordi Mel Gibson på det tidspunkt havde syv børn. Og ligesom Gibsons rolle William Wallace i Braveheart fem år før, var Benjamin Martin også en fredelig civilist, der måtte kæmpe for fred og fædreland i jagten på sejr over det onde.

### Firmaer
Under The Patriot var der i alt fire hovedproducentfirmaer. De var Columbia Pictures, Centropolis Entertainment, Mutual Film Company og Global Entertainment, men mange flere firmaer hjalp til med blandt andet visuelle effekter. I alt 61 firmaer (inklusiv de fire hovedproducenter) var til støtte under filmen. Af de 61 firmaer var fire hovedproducenter, 26 distributører, 11 støttede med specielle effekter og flere 20 firmaer støttede også. Nordisk Film var forresten også biodistribitør for filmen.

### Optagelser
Den amerikanske fotograf Caleb Deschanel stod som chef for filmningen af The Patriot. Han var chef for mange fotografer og klippere under filmproduktionen, og han blev siden nomineret til en Academy Award (el. Oscar) for bedste filmning. Han filmede det meste af filmen i South Carolina, da det er der filmen foregår, men andre filmlokationer kan også inkludere steder som Virginia. Som leverandør og støtte af kameraer til filmen var Panavision Cameras and Lenses blevet valgt. Filmen blev desuden nomineret til to priser for filmning, hvor den vandt den ene af dem. De to priser inkludere Academy Award og ASC Awards, hvor filmen vandt den sidstnævnte.

### Musik
I år 2000, lidt efter filmen blev udgivet, blev der lavet et album med alle sangene og melodierne fra filmen. De blev alle skrevet af musikeren John Williams og indeholdt i alt 17 numre. Pladen havde samme navn som filmen (The Patriot) og blev desuden nomineret til en Academy Award. Sangene fra albummet står her:
1. "The Patriot"
2. "The Family Farm"
3. "To Charles Town"
4. "The Colonial Cause"
5. "Redcoats at the Farm and the Death of Thomas"
6. "Ann Recruits the Parishioners"
7. "Preparing for Battle"
8. "Ann and Gabriel"
9. "The First Ambush and remembering the Wilderness"
10. "Tavington's Trap"
11. "Burning of the Plantation"
12. "Facing the British Lines"
13. "The Parish Church Aflame"
14. "Susan Speaks"
15. "Martin vs. Tavington"
16. "Yorktown and the Return Home"
17. "The Patriot (Reprise)"

## Historisk basis
I virkeligheden er Benjamin Martin baseret på livet af patrioten Francis Marion. Han havde dengang seks børn, men manuskriptforfatteren Robert Rodat tilføjede et syvende, fordi Mel Gibson havde syv børn i 2000. Benjamin Martin har også fået stykker personlighed fra Thomas Sumter, Daniel Morgan og Andrew Pickens.
Den onde hærfører William Tavington er desuden også baseret på den britiske hærfører Banastre Tarleton, som også i virkeligheden stræbte efter at dræbe Francis Marion. William Tavingtons overordnede general Lord Charles Cornwallis var desuden også en virkelig person. Producer Mark Gordon siger at "vi fortæller en fiktiv historie, hvor baggrunden var sand". Filmens absolutte klimaks i slaget mellem USA og Storbritannien blev også løst baseret på Slaget om Cowpens.

## Kritik
Blandt seere og biografgængere blev The Patriot mødt med åbne arme, hvor blandt andet brugere fra Kino.dk gav den 5 ud af 6 stjerner, men den blev hos anmeldere ikke så velmødt, hvor mange af dem syntes, at den ikke nåede at runde ordentligt af eller at den historiske basis blev lidt for meget. Nogle anmeldere mener også, at der blev lakket lidt i skuespillet nogle steder.
| Citat                | Fægtekampe, onde englændere og Mel Gibson i god form burde borge for god underholdning. De slås da også, så det er en lyst, men The Patriot bliver aldrig det epos, som den gerne vil være. | Citat |
| Anmeldelse fra Scope | |       |

Mange anmeldere kritiserede også filmen for dens basis på Francis Marion, da han var "en seriøs voldtægtsmand, der jagede indianere for sjov", som den britiske avis The Guardian siger, hvorimod Benjamin Martin er en kærlig og omsorgsfuld familiefar. Samtidig kritiserede anmeldere filmen på det faktum, at Benjamin Martin ingen slaver har. Det synes anmeldere var en hel anden synsvinkel på det 18. århundrede end det i virkeligheden var. Samtidig var anmeldere sure over det faktum, at William Tavington var baseret på Banastre Tarleton. For selv om Tarleton blev kaldt "slagteren", brød han ikke reglerne for krig, og han dræbte heller ikke uskyldige civile, hvorimod William Tavington mere bare var en "dræbermaskine", som gjorde begge ting. Tarleton deltog dog i et massedrab på amerikanske kontinentale soldater, hvilket nok grunder valget af ham som "dobbeltgænger" til William Tavington.
Kritik for klichéer væltede også ind på filmhjemmesider som Scope og Rotten Tomatoes, hvoraf her kan nævnes det afsluttende venskab mellem Occam, som er sort, og Dan Scott, som er hvid. På Roger Ebert.com bliver der sat spørgsmål ved hvordan det kan være, at amerikanerne kun bliver inddelt i to grupper: "Modig" og "modigere"? Anmeldere kritiserede også filmen for dens dårlige basis på den amerikanske uafhængighedskrig, da man f.eks. ikke havde gyngestole, som Benjamin Martin er meget optaget af, dengang.

## Priser
The Patriot blev nomineret til 37 priser, hvoraf filmen vandt de syv af dem. De fleste priser, som de blev nomineret til, var grundet god lyd, make up eller bare godt skuespil, mens de ikke blev nomineret til mange priser for plottet eller dramaet. Mange af priserne blev nomineret til grunde for John Williams og Jason Isaacs. Filmen blev også nomineret til tre Academy Awards takket være Caleb Deschanel for filmning, John Williams for musik og en samlet gruppe af Kevin O'Connell, Greg Russell og Lee Orloff for lyden. De vandt dog ingen af dem. 
The Patriot vandt en American Society of Cinematographers for Caleb Deschanel, en BMI Film og TV Awards for John Williams, to Blockbuster Entertainment Awards for Heath Ledger og Mel Gibson, en tysk Bogey Awards, en Harry Awards og til sidst to Hollywood Makeup Awards for Thomas Nellen, Wendy Bell, Patty York og Anita Brabec på den ene og for Kay Georgiou, Kelvin Trahan og Geraldine Jones på den anden.